# Witch Hunter Robin
Witch Hunter Robin (ウィッチハンターロビン) ou Robin, la chasseuse de sorcières est un anime japonais de 26 épisodes, diffusé au Japon entre le 3 juillet et le 24 décembre 2002.
En France, elle a été diffusée à partir du 10 novembre 2004 sur Mangas.

## Synopsis
Dans un futur proche, les sorcières (witches) se sont dispersées dans le monde entier. Une organisation appelée Solomon est chargée de les chasser et de les tuer. Au Japon, la division locale de Solomon, le STN-J, se comporte différemment et ne tue pas les sorcières. L'équipe de chasseurs (hunters) utilise toute la technologie à sa disposition afin de retrouver les lignées de sorcières pour éviter l'apparition de pouvoirs chez les descendants actuels. Grâce à un liquide mystérieux, l'Orbo, ils peuvent neutraliser leurs pouvoirs et les mettre hors d'état de nuire. Une jeune chasseuse, Robin Sena, est envoyée au Japon pour remplacer un membre de l'équipe récemment tué. Elle suscite immédiatement la méfiance de l'un des meilleurs chasseurs de l'équipe, Amon, qui craint que cet émissaire de Solomon ne soit là pour percer les secrets du STN-J.

## Personnages

### Robin
Née au Japon, elle a été élevée dans un couvent, en Toscane, par le prêtre Giuliano, travaillant pour Salomon. Âgée de 15 ans, elle possède le pouvoir de maîtriser les flammes, un don particulier. Cependant lorsqu'elle l'utilise, elle perd une partie de son acuité visuelle, et doit ainsi porter des lunettes.
Plus tard on apprendra qu'elle était chargée de retrouver un Oughi, « Le fragment de la Connaissance », dont la sorcière Mathusalem, du camp des Immortelles, lui fera don. Cette vieille femme, une des rares survivantes du procès de Salem, lui ouvrira les yeux sur le triste dessein des sorcières, persécutées à travers le temps et jalousées pour leurs dons.
Cet objet mystérieux est la raison de son infiltration dans le STN-J : Chargée de retrouver l'oughi, bien que ne connaissant pas son utilité, elle le gardera précieusement. Peu de temps après, elle sera pourtant chassée de sa propre organisation pour des raisons mystérieuses. Traquée par le QG de Salomon au sein même du STN-J, elle devra sa survie à Amon, qui malgré les apparences, la sauve et la protège de l'organisation. Celui-ci a tué la personne que Robin devait remplacer, Kate. Écarté par Zaizen de la mission de Robin, il réussit à la tirer des griffes du groupe d'intervention. On constate alors que Robin aime ce dernier, qui ne lui est pas non plus indifférente.
Pendant plusieurs mois, elle vivra cachée par Nagira, le frère d'Amon. Face au chasseur Sastre, elle acquiert « la technique ultime » de son don, celle de pouvoir maîtriser les éléments et devient, de ce fait, une witch potentielle.
Ignorant ses origines, ce n'est que lorsque le conflit entre le QG et Zaizen explose qu'elle parvient à les découvrir.
Toudou, chercheur pour Salomon, continue des expériences génétiques abandonnées par le QG, cette recherche ayant eu pour but de créer un génome capable de concevoir une witch de synthèse, la plus parfaite possible. Voyant que ses expérimentations ne cessent d'évoluer, Toudou baptise son projet « La Reine des Sorcières ». Critiqué par ses collègues qui affuble son projet du nom d'« Enfant du Diable », il décide de changer le nom en « Projet Robin ».
Quelque temps après, il rencontre Maria, une witch et fille du prêtre Giuliano. Cette dernière prétend posséder le pouvoir de modifier le futur. Plus tard, elle tombe enceinte, porteuse des génomes du « Projet Robin ». Malheureusement, lors de sa grossesse, un génome déclenche la mort certaine de Maria, de nature fragile. Cet enfant aura été pour Maria, ainsi qu'elle le dit elle-même, l'« espoir ». Giuliano, conscient de ce que sa fille porte dans son ventre, projette de tuer l'enfant dès sa naissance. Cependant il ne s'y résout pas, à la vue de cette enfant, qui avait apporté tant de bonheur à sa fille tout au long de sa grossesse. Il l'élève, elle, l'enfant dotée dès sa naissance de ces dons si particuliers.
Robin n'est autre que « La Reine des Sorcières ». Un être conçu génétiquement, capable de changer le futur, le monde, et peut-être de sauver les witches, élues des dieux et descendantes de Saturne.

### Amon
Sombre, froid, mystérieux, nul ne sait à quel camp peut appartenir le chef de la brigade du STN-J. Sans se soucier des personnes avec ou contre qui il travaille, il semble n'être motivé que par sa mission, et être prêt à tout pour y parvenir.
Voyant que Robin ne maîtrise pas totalement son don, il lui offre une paire de lunettes afin qu'elle soit plus précise dans ses attaques. Entre Touko, la fille de Zaizen, et lui il semble y avoir une relation intime. Lorsque cette dernière est blessée et tombe dans le coma, lors de la chasse de Robin, Zaizen le rend responsable de l'incident et le bât sauvagement.
Auparavant, Amon est d'abord chargé de chasser Kate, la chasseuse que remplace Robin, Kate ayant vendu des informations au sujet du STN-J. En réalité, Kate s'était rendu compte qu'elle perdait peu à peu la maîtrise de ses pouvoirs ainsi que la raison et qu'au lieu d'être chasseuse, elle devenait la proie et avait donc décidé de mourir avant que la folie ne la gagne.
Amon est chargé de chasser Robin, qui devient potentiellement dangereuse à cause de la puissance incontrôlable de son pouvoir. Ainsi, il la surveille... Cependant, lorsque le STN-J subit l'assaut du QG de Salomon, c'est lui qui vient la sauver, après une disparition de plusieurs jours. Arrivé au sous-sol de la base, il confie à Robin la raison du retournement contre Kate. Ce n'est que dans le puits, qu'il lui avoue qu'à ses yeux, elle n'est pas qu'une sorcière. Il dissimule dans ses cheveux des données, qui lui permettront de trouver refuge chez un ami (qui se révélera être son frère) ; à cet instant, la main posée sur la nuque de Robin, il lui souffle ces informations, manquant de l'embrasser. Il lui demande d'attendre son retour. Entre Robin et lui, semble naître une relation autre que professionnelle... Gravement blessé après l'avoir aidé à fuir, Amon, à moitié inconscient, se rend compte de la situation en écoutant les commentaires de l'équipe d'assaut qui s'émeut autour de lui. Les larmes aux yeux, il comprend avec désespoir, que ce n'était pas Robin qu'ils chassaient. Le QG de Salomon le soigne et par là même le manipule afin d'éliminer Robin. Plus tard, il continue de la surveiller avec attention dans l'ombre. Ce n'est que bien plus tard, lors d'un face à face avec elle, qu'il décidera de ne pas la tuer et de lui faire confiance.
Amon est le fils d'une sorcière, il est en outre le demi-frère de Nagira, par leur père. Sa mère adorait Amon, cependant les pouvoirs qui sommeillaient en elle se manifestèrent, de manière brutale, lui firent perdre la raison et elle tenta de tuer son enfant. Amon ne parvint jamais vraiment à faire le deuil de sa mère, craignant lui aussi un jour d'être victime de cette malédiction.
Il reste auprès de Robin pour la seconder, et retrouve l'équipe du STN-J pour infiltrer l'usine. Zaizen le blesse à l'épaule avec l'une des balles d'Orbo les plus puissantes.
À la fin de l'intrigue, bien qu'accompagné de Miho lorsque l'usine explose, Amon disparaît mystérieusement avec Robin...
Peut être est il amoureux d'elle?

### Michael
Ce jeune hacker est surpris en train de tenter de pirater le réseau de la STN-J. Il est cependant épargné à la condition de travailler pour eux et de rester dans les murs de l'organisation sous peine d'être exécuté. Il est ainsi considéré comme un « toutou tenu en laisse » par les autres.
À l'arrivée de Robin au sein de l'équipe, il n'éprouve guère de sympathie envers elle. Cependant, sa force de caractère et la compassion qu'elle éprouve pour lui, le gagneront et l'inciteront à se révolter contre ses supérieurs à la fin de l'intrigue. Une envie de liberté et de devenir plus fort grandit en lui et lui permet d'infiltrer l'usine avec l'équipe, ainsi que de couper toutes connexions entre la STN-J, le QG et l'usine.
Il finira par MOURIR

### Yurika Dôjima
Fille de bonne famille, Dôjima semble avoir été pistonnée pour intégrer la STN-J. Fainéante et irresponsable, elle ne s'implique pas moins dans l'action quand le besoin s'en fait sentir.
Ce n'est que bien plus tard qu'on apprend que Dôjima est un espion de Salomon, envoyée au STN-J dans le but d'apprendre la vraie signification de l'Orbo. Elle apparaît sous un tout autre jour, lorsque Robin est poursuivie et qu'elle est chargée de chasser sur le terrain. Elle devient alors forte, responsable, et en réalité, très impétueuse.

### Miho Karasuma
Capable de ressentir les pensées des gens d'un simple contact, Karasuma est la psy de l'équipe, une profiler en quelque sorte et une sorcière de classe S. Étant la plus ancienne du groupe avec Amon, elle s'entend mieux avec lui que les autres.
Lorsqu'Amon et Robin disparaîtront, elle essayera vainement de tenir le rôle de chef de groupe, ne possédant pas l'endurance et le caractère d'Amon, ce qui l'exposera à de nombreux compromis et dangers. Peu après, elle perdra en partie sa capacité à lire les pensées, ses dons disparaissant peu à peu. Ouverte à tous les dialogues, elle est cependant une femme respectable et droite quand il le faut. Capturée par Zaizen pour expérimenter l'Orbo, celui-ci l'oblige à aller tuer Robin. Sous la contrainte, elle accepte... Mais ce n'est qu'une façade, puisqu'elle réussit à sauver les données de Toudou et à rejoindre Amon et Robin. Après l'explosion de l'usine, elle revient, seule survivante apparente du trio...

### Haruto Sakaki
Il est le cadet de l'équipe. Relativement tête brûlée, il se retrouve souvent dans des situations gênantes, cependant c'est le plus dynamique de l'équipe.
Chassé par l'Usine pour ses expérimentations sur l'orbo, il sera sauvé par ses coéquipiers. Lors de l'opération à l'Usine, il reste avec Michael pour le couvrir et disparaît ensuite avec lui lors de l'explosion.

### Kosaka
Fulminant sans arrêt, ce commissaire bougon ne cesse de rabrouer les membres de son équipe. Ses contacts avec les autorités lui permettront de gagner le respects de ses hommes. C'est lui qui échafaude le plan qui précipite l'arrêt de l'usine et la chute de Zaizen en l'opposant au quartier général de Solomon. Il finit par remplacer Zaizen à la tête du STN-J.

### Zaizen
Grand chef de la STN-J, il est le seul à partager d'étranges secrets avec Amon et semble, par ailleurs, mener lui aussi un double jeu.
Père de Touko, il sera visiblement touché par l'état de sa fille, dont il ne s'était jamais occupé.
Directeur du STN-J et de l'Usine, il mène les opérations pour perfectionner l'Orbo, cette substance conçue à partir de sorcières vaincues puis retenues en captivité par la STN-J. Son objectif est en fait d'éliminer les chasseurs, qui s'avèrent être eux aussi des sorciers. Ainsi, l'Orbo est expérimenté sur des chasseurs humains, mais la trop forte concentration de cellules de sorcier dans l'Orbo fait perdre le contrôle aux hommes qui l'utilisent.
Zaizen considère que son rôle est de purifier l'humanité des sorcières. Selon lui, les sorcières sont l'imperfection de l'humanité, alors que les humains sont les élus de Dieu. Lorsqu'il entend, selon les données de Toudou, que les sorcières sont en réalité élues des Dieux et que les humains n'en sont que les serviteurs, il perd la raison et tente de tuer Robin, blessant au passage Amon, mais Robin finit par le tuer.

### Harry
Patron du café avoisinant les bureaux de la STN-J, qui sert de cantine à Robin et ses collègues, cet homme maniéré et très accueillant traîne pourtant un lourd passé.
Les pouvoirs surnaturels de son fils se manifestent relativement tard et deviennent incontrôlables. Effrayé par son propre enfant, il finit par l'abandonner. Deux ans plus tard, son fils revient vers lui, mortellement blessé par les membres de l'organisation pour laquelle il travaille. Venu pour voir son père une dernière fois et lui exprimer toute sa haine pour lui, de l'avoir ainsi abandonné à son sort, il finit par lui pardonner. Harry avoue alors à son fils agonisant dans ses bras ses sentiments les plus profonds.

### Nagira
Il accepte de prendre avec lui Robin, confiée à ses soins par Amon, à la suite d'attentats contre elle.
Bien vite, on découvre que Nagira à sa manière tente de protéger les sorcières et leur descendance (placés sous constante surveillance, les descendants des sorcières sont éliminés immédiatement, si leurs pouvoirs se manifestent). Il possède un nombre important de contacts qui lui permettent d'enquêter sur des affaires de sorcières telles que Mathusalem, Sastre ou Toudou. Il devient alors complice de Robin, en qui il a pleinement confiance. Parallèlement, il lui charge d'effectuer certaines tâches, telles que transmettre le courrier.
On constate assez tôt que Nagira est le demi-frère aîné d'Amon, ayant le même père. Nagira n'est porteur d'aucun gène de sorcier.

## Fiche technique
- Concept original : Hajime Yadate et Shukō Murase
- Réalisation : Shukō Murase
- Scénario : Aya Yoshinaga
- Création des personnages : Kumiko Takahashi
- Musique : Taku Iwasaki
- Production : Bandai visual & Sunrise

## Doublage
|                      | Japonais          | Français            |
| -------------------- | ----------------- | ------------------- |
| Robin Sena           | Akeno Watanabe    | Marie Millet        |
| Amon                 | Takuma Takewaka   | Vincent Ribeiro     |
| Michael Lee          | Hiro Yūki         | Yannick Debain      |
| Yuji Kobari (Patron) | Hirotaka Nagai    | Eric Missoffe       |
| Nagira               | Jin Yamanoi       |                     |
| Haruto Sakaki        | Jun Fukuyama      | Benoit Dupac        |
| Miho Karasuma        | Kaho Kōda         | Chantal Baroin      |
| Yurika Dôjima        | Kyoko Hikami      | Victoire Theismann  |
| Hattori              | Masaaki Ōkura     | Laurent Le Doyen    |
| Takuma Zaizen        | Michihiro Ikemizu | Stéphane Ronchewski |

## Épisodes
1. Remplaçante (Replacement)
2. Soumis au pouvoir ou la dépendance du pouvoir (Addicted to Power)
3. Danse dans les ténèbres (Dancing in Darkness)
4. Esthétisme borné (Stubborn Aesthetics)
5. Comme une odeur d'esprit errant (Smells Like the Wandering Spirit)
6. Gouttes de pluie (Raindrops)
7. Simple d'esprit (Simple-mind)
8. La Foi (Faith)
9. Le signe du pouvoir (Sign of the Craft)
10. Destins divergents (Separate Lives)
11. La cage aux esprits (The Soul Cages)
12. Illusions précieuses (Precious Illusions)
13. Les Yeux de la vérité (The Eyes of Truth)
14. Armes chargées (Loaded Guns)
15. Le temps des adieux (Time to Say Goodbye)
16. Apaiser les souffrances (Heal the Pain)
17. Dilemme (Dilemma)
18. Dans ma poche (In My Pocket)
19. Disparus (Missing)
20. Tout ce que je devrais savoir (All I Really Oughta Know)
21. Voie sans issue (No Way Out)
22. Portrait de famille (Family Portrait)
23. Compassion pour le diable (Sympathy for the Devil)
24. Rupture (Rent)
25. La Rédemption (Redemption Day)
26. L'Heure de vérité (Time to Tell)